# Замок Перрин
Замок Перрин (англ. Castle Perrin) — один из замков Ирландии, расположен в графстве Дублин. Известный также под названием Кастл-парк. Построен в 1820 году в позднем георгиевском стиле. До 1830 года замком владел олдермен Артур Перрин, живший в замке Баллок и сдававший замок Перрин в аренду британской администрации Дублина.
В 1850-1860 годах в замке жили его превосходительство Джон Ричардс, а затем его превосходительство Джеймс О'Брайен — оба они были судьями. Артур Перрин потом расширил замок, добавил корончатый фасад, обращенный в сторону Дублинского залива.
29 марта 1904 года газета «Айриш Таймс» (англ. Irish Times) опубликовала объявление о том, что замок Перрин и земля вокруг него площадью 34 га проданы за £ 4070. Купил замок никому до того неизвестный англичанин — мистер Вилфред П. Тун.